# Bekas (pel·lícula)
Bekas és un pel·lícula de comèdia dramàtica kurda de 2012, escrita i dirigit per Karzan Kader. La pel·lícula gira entorn a dos germans nois enllustradors de sabates, anomenats Dana i Zana, que posen rumb a Amèrica amb el seu ruc, anomenat Michael Jackson.

## Projecció
Bekas es projectà per primera vegada al Festival Internacional de Cinema de Dubai de 2012. Més endavant, al 26 de desembre de 2013, fou projectat al 6è Festival Internacional de Cinema de Bangalore.

## Premis i nominacions
La pel·lícula guanyà el Premi Elecció Popular i fou candidat al Premi Muhr Arab del Festival Internacional de Cinema de Dubai de 2012.